# Ağdaş (distriktshuvudort i Azerbajdzjan)
Ağdaş (ryska: Агдаш) är en distriktshuvudort i Azerbajdzjan.   Den ligger i distriktet Ağdaş Rayonu, i den centrala delen av landet, 210 kilometer väster om huvudstaden Baku. Ağdaş ligger 50 meter över havet och antalet invånare är 23 528.
Terrängen runt Ağdaş är huvudsakligen platt, men norrut är den kuperad. Ağdaş är det största samhället i trakten. 
Trakten runt Ağdaş består till största delen av jordbruksmark. Runt Ağdaş är det ganska tätbefolkat, med 90 invånare per kvadratkilometer.